# USS Guitarro (SSN-665)
El USS Guitarro (SSN-665), un submarino de la clase Sturgeon, fue el segundo barco de la Marina de los Estados Unidos en llevar el nombre de guitarro, una raya de la familia del pez guitarra.
El USS Guitarro se utilizó como banco de pruebas principal para las pruebas de misiles de crucero Tomahawk lanzados desde submarinos desde 1977 hasta 1984. El conductor principal de la prueba GD fue Wiley Huffman. Todos los lanzamientos de tubos de torpedos fueron exitosos. La mayoría de los vuelos de prueba fueron exitosos. Un problema relacionado con la fabricación resultó en un disparo fallido. La resolución de esto resultó en vuelos de seguimiento exitosos. El Guitarro jugó un papel decisivo en el desarrollo de la doctrina esencial: Procedimientos de manejo de armas (desde la fábrica hasta el submarino, desde la instalación de armas de torpedos hasta el submarino, desde el buque nodriza hasta el submarino); procedimientos de lanzamiento; Procedimientos y Directrices de Focalización. El siguiente banco de pruebas utilizado fue el USS City of Corpus Christi con Roy Keely como conductor de pruebas. Todas las pruebas de Tomahawk se completaron con éxito.

## Construcción

### Puesta de quilla y botadura
El contrato para construir Guitarro se adjudicó al astillero naval de Mare Island en Vallejo, California, el 18 de diciembre de 1964 y su quilla se colocó allí el 9 de diciembre de 1965. Fue botado el 27 de julio de 1968, patrocinado por la Sra. John M. Taylor, esposa del vicealmirante John Taylor.
El 15 de marzo de 1969 durante una reunión con los gerentes de los astilleros, Cmdr. William G. Lange los instó a crear un control centralizado y designar la responsabilidad de toda la construcción. Los representantes del astillero rechazaron su idea y dijeron que "el astillero había estado construyendo barcos durante mucho tiempo sin la necesidad de tal procedimiento y nadie había muerto ni los equipos dañados todavía".

### Hundimiento

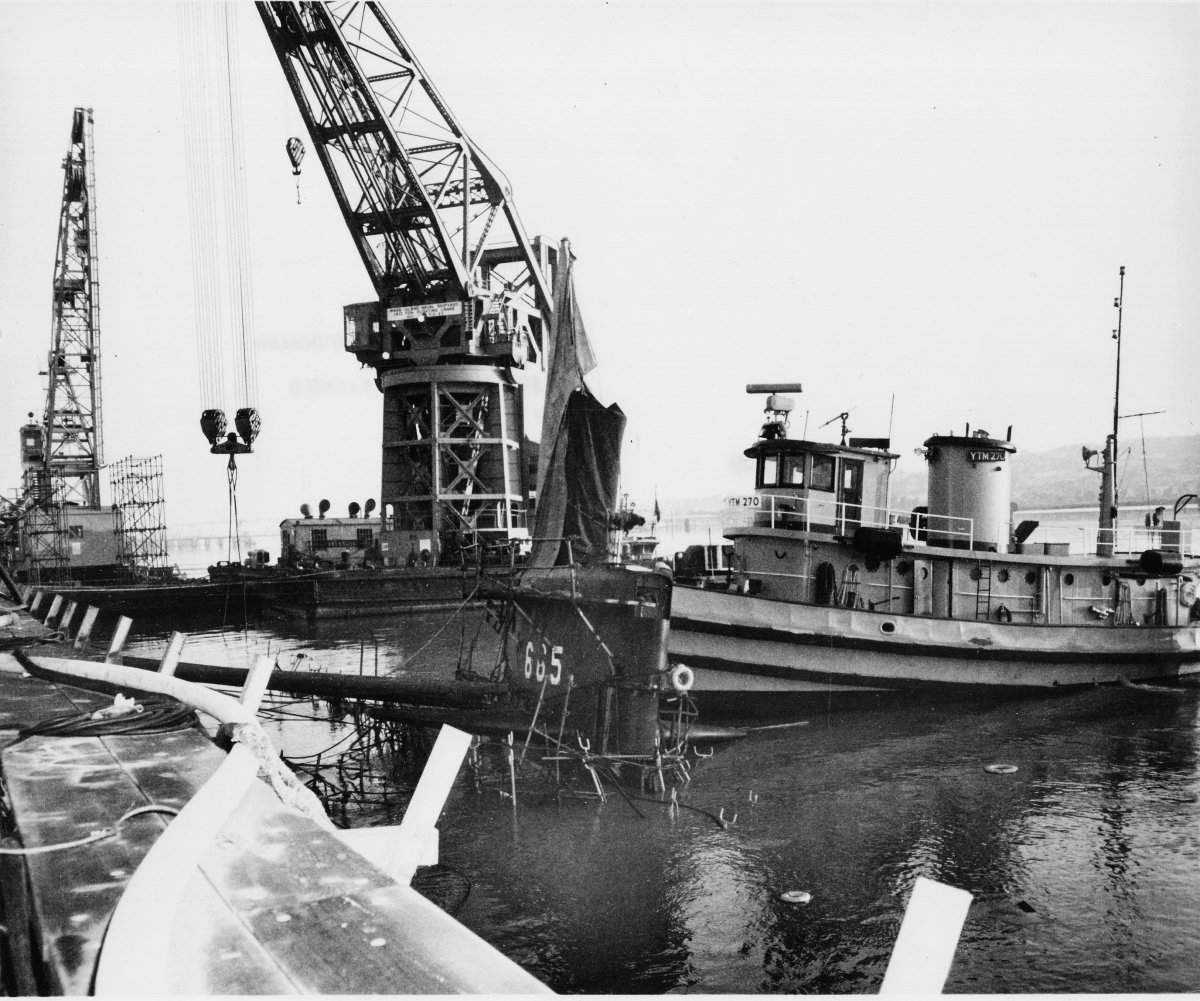
Guitarro en el fondo del río Napa después de su hundimiento accidental en el astillero naval de Mare Island Naval Shipyard en Vallejo, California, el 15 de mayo de 1969.

El 15 de mayo de 1969, El USS Guitarro estaba amarrado en el río Napa en el astillero naval de Mare Island Naval Shipyard mientras la construcción aún estaba en marcha. Aproximadamente a las 16:00, un grupo civil de construcción nuclear comenzó a calibrar los tanques de lastre de popa, lo que les obligó a llenar los tanques con aproximadamente 5 toneladas cortas (4,5 t) de agua. En 30 minutos, un grupo de construcción civil no nuclear diferente comenzó una tarea para llevar al Guitarro a medio grado de compensación; esto implicó agregar agua a los tanques de lastre delanteros para superar una inclinación de proa hacia arriba de dos grados informada. Hasta poco antes de las 20:00, ambos grupos continuaron agregando agua, sin darse cuenta de las actividades del otro.
Dos veces, entre las 16:30 y las 20:00, un guardia de seguridad informó al grupo no nuclear que Guitarro viajaba tan bajo hacia adelante que las estelas de 0,46 m (1,5 pies) de altura de los barcos que operaban en el río Napa chapoteaban en el sonar alcantarilla del domo, pero el grupo ignoró las advertencias. A las 19:45, el grupo no nuclear dejó de agregar agua a los tanques de lastre y comenzó a detener el trabajo para su descanso para comer, saliendo a las 20:00. A las 19:50 el grupo nuclear completó sus calibraciones y comenzó a vaciar los tanques de popa.
A las 20:30, tanto el grupo de personal principal, todavía a bordo, como el grupo ayundante, que regresaba de su descanso, notaron que  el Guitarro tomaba un ángulo descendente repentino que sumergió las escotillas delanteras. Se produjeron inundaciones masivas a través de varias escotillas abiertas grandes. Los esfuerzos entre las 20:30 y las 20:45 para cerrar las puertas y escotillas herméticas fueron en gran medida infructuosos porque las líneas y los cables pasaban a través de las puertas y escotillas, impidiendo que se cerraran. A las 20:55, el Guitarro se hundió, dejando solo su vela sobre el agua, lo que le valió el apodo de "Mare Island Mud Puppy".

### Causas
En un intento por corregir lo que pensaban que era una condición fuera de ajuste, el equipo de construcción no nuclear en la parte delantera del barco derrotó deliberadamente las medidas de seguridad que impedían llenar accidentalmente los tanques de lastre mientras el submarino estaba en construcción. Durante la construcción, las placas de acero se sueldan sobre los puertos de inundación de los tanques de lastre para evitar que el agua ingrese a los tanques y ponga al submarino en una condición insegura. El equipo de construcción colocó una manguera contra incendios en el tubo de ventilación del tanque y la obligó a pasar la válvula de retención.
El informe del Congreso concluyó que el hundimiento fue causado en gran parte por "la acción o inacción de ciertos trabajadores de la construcción que no reconocieron una amenaza real o potencial para la seguridad del barco o asumieron que no era su responsabilidad". El informe indicó que la "falta de control centralizado y responsabilidad de toda la construcción" fue la causa principal.
Uno de los factores que contribuyeron al hundimiento del barco fue la boca de acceso abierta utilizada para acceder a la cúpula del sonar de la estructura de proa que contiene la esfera del sonar del barco. La boca de acceso tiene una tapa atornillada que se retiró para fines de mantenimiento. La abertura estaba protegida por un coferdán de aproximadamente 3 pies (0,91 m) de altura. El coferdán estaba destinado a evitar que el agua entrara accidentalmente en la cúpula y entrara en contacto con el equipo electrónico expuesto.
Para facilitar el trabajo de reparación, el coferdán y la tapa de registro atornillada se quitaron a principios de marzo de 1969 y ni el coferdán ni la tapa se reemplazaron nunca. Cuando los equipos de construcción agregaron y luego quitaron agua de los tanques de lastre, lo que afectó el asiento del barco, la boca de acceso quedó expuesta a las olas causadas por la estela de otros barcos, lo que provocó que el barco se hundiera en la proa y finalmente llenara todo el submarino.

### Reflotamiento
Guitarro fue reflotado tres días después, el 18 de mayo de 1969. Los daños se estimaron entre 15,2 y 21,85 millones de $ (equivalente a entre 87 y 126 millones de $ en el año 2021).

### Lecciones aprendidas
Entre otras recomendaciones que afectan la comunicación, la gestión y la supervisión de la construcción de barcos, los autores del informe recomendaron que los cables y las líneas que atraviesan las escotillas y puertas herméticas estén equipados con accesorios de desconexión rápida.

### Puesta en marcha
El Guitarro estaba programado para ser comisionado en enero de 1970, pero las reparaciones necesarias por su hundimiento dictaron un retraso de 32 meses. Finalmente fue dado de alta para el servicio el 9 de septiembre de 1972.

## Historial de servicios

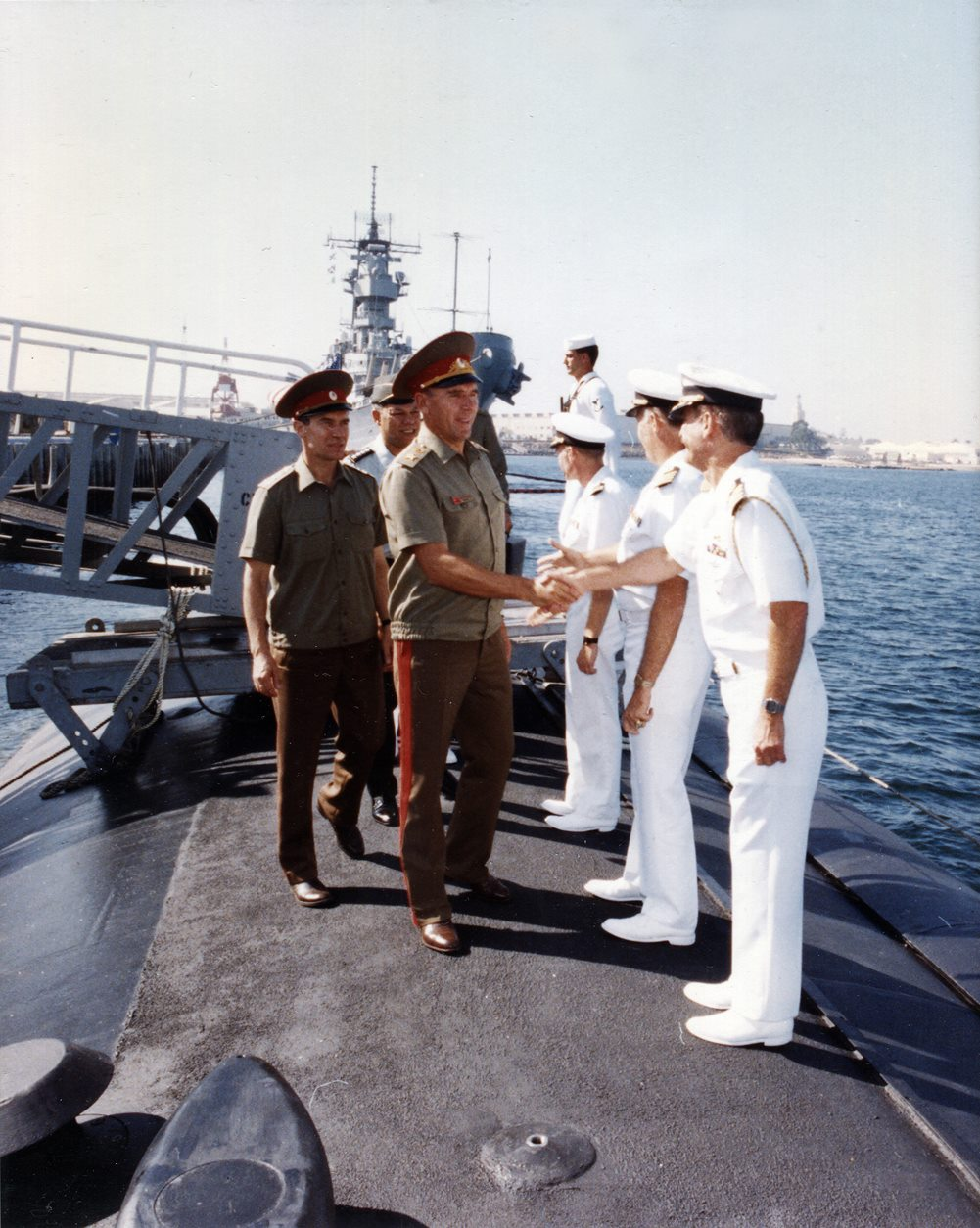
USS Guitarro (SSN-665) organizando la primera gira de un submarino nuclear estadounidense por parte de funcionarios rusos de alto rango: el general Colin Powell está en la parte trasera del grupo. Año 1990.

A mediados y finales de la década de 1970, el USS Guitarro estuvo estacionado en Point Loma en San Diego, California, comandado por Alvin H. Pauole, seguido por Scott Van Hoften.
El Guitarro desempeñó un papel importante en el desarrollo de tácticas para prototipos de sistemas de combate desplegados en la flota de submarinos del Pacífico, en particular, el nuevo Submarine Towed Array Sensor System (STASS) junto con sus pantallas de sonda digital de la serie BQR-20. A mediados de la década de 1970, en el Guitarro también se instaló el primer sistema de combate submarino digital (sonda BQQ-5 y sistema de control de fuego Mk-117) y participó en el desarrollo de misiles de crucero Harpoon y Tomahawk lanzados desde submarinos.
Guitarro estaba activo en ese momento en las pruebas preoperacionales del nuevo misil de crucero Tomahawk, lanzando varios de los misiles en un campo de pruebas frente a la costa del sur de California.

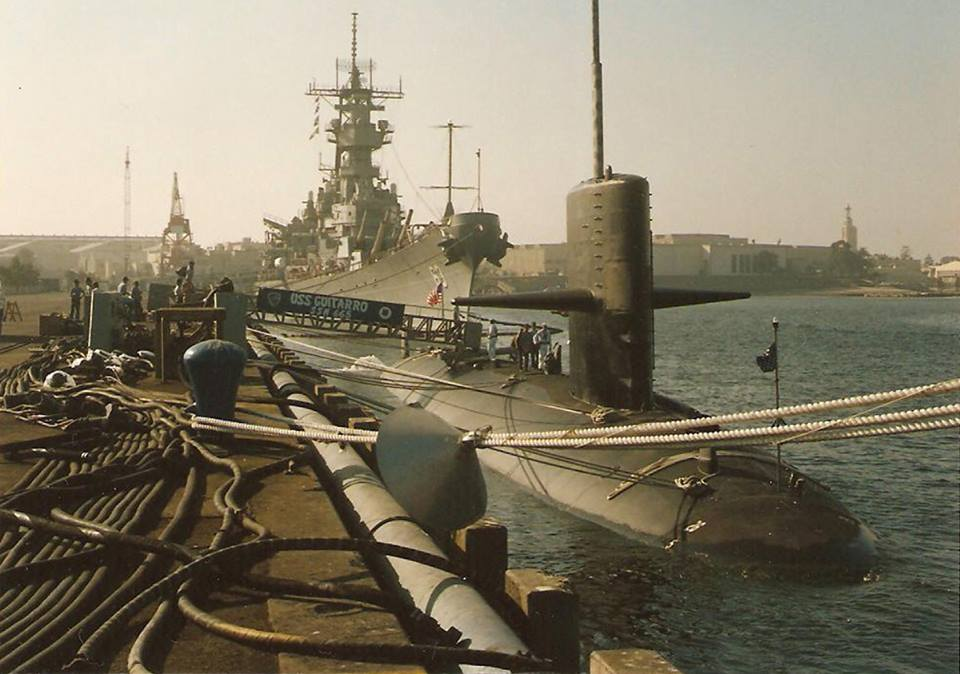
USS Guitarro (SSN-665) organizando la primera gira de un submarino nuclear estadounidense por parte de funcionarios rusos de alto rango.

Guitarro se utilizó como banco de pruebas principal para las pruebas de misiles de crucero Tomahawk desde 1977 hasta 1984. El conductor principal de la prueba GD fue Wiley Huffman. Todos los lanzamientos de tubos de torpedos fueron exitosos, pero las pruebas de vuelo fallaron. El siguiente banco de pruebas utilizado fue el USS City of Corpus Christi con Roy Keely como conductor de pruebas. Todas las pruebas de Tomahawk se completaron con éxito.
El Guitarro (SSN-665) estaba en NAS North Island el 4 de octubre de 1990 para una visita VIP. El General Mikhail Moiseyev, Primer Viceministro de Defensa y Jefe del Estado Mayor General de la Unión Soviética y el General Colin Powell, Presidente del Estado Mayor Conjunto, recorrieron ese día las áreas delanteras del barco, pero no los espacios de ingeniería.

## Desmantelamiento y eliminación
Guitarro fue dado de baja el 29 de mayo de 1992 y eliminado del Registro de Buques Navales el mismo día. Su desguace a través del Programa de Reciclaje de Buques y Submarinos en el astillero naval de Puget Sound en Bremerton, Washington se completó el 18 de octubre de 1994.